# Kurhanske, Kozeleț
Kurhanske (în ucraineană Курганське) este un sat în comuna Danivka din raionul Kozeleț, regiunea Cernihiv, Ucraina.

## Demografie
Componența lingvistică a localității Kurhanske
     Ucraineană (98,11%)
     Rusă (1,89%)
Conform recensământului din 2001, majoritatea populației localității Kurhanske era vorbitoare de ucraineană (98,11%), existând în minoritate și vorbitori de rusă (1,89%).